# American Dairy Science Association
Die American Dairy Science Association (ADSA) ist eine Non-Profit-Organisation zur wissenschaftlichen Erforschung der Milchviehhaltung. Sie hat ihren Sitz in Champaign (Illinois).
Die ADSA wurde 1906 gegründet. Sie hat etwa 4500 Mitglieder. Sie beschäftigt sich mit Forschung und Vermittlung der Forschungsergebnisse auf den Gebieten der Ernährung und Haltung von Milchvieh, betriebswirtschaftlichen Themen sowie der Lebensmitteltechnologie. Die ADSA arbeitet mit der American Society of Animal Science zusammen. Sie gibt das Journal of Dairy Science heraus. Die Zeitschrift bezeichnet sich als „the leading peer-reviewed general dairy research journal in the world.“